# آبشار هورستیل (اورگن)
آبشار هورستیل (اورگن) (به انگلیسی: Horsetail Falls (Oregon) ) آبشاری است که در اورگن، ایالات متحده آمریکا واقع شده و ارتفاع کلی ریزشگاه آن ۱۷۶ پا (۵۴ متر) است.